# 亦黑迭儿丁
亦黑迭儿丁（13世纪—1312年），又译也黑迭儿（阿拉伯语：‎， Amīr al-Dīn，「埃米尔丁」），元朝初年穆斯林建筑师。他主持设计了元大都。

## 生平
亦黑迭儿丁早年即为忽必烈服务，中统元年（1260年），当忽必烈即位为蒙古大汗后，至元元年（1264年），他参与修琼华岛（在今北海公园内）。他于至元三年（1266年）八月，被任命为茶迭儿（蒙语“庐帐”之意）局诸色人匠总管府达鲁花赤兼领监宫殿，领诸色人匠造作等事，负责宫殿的营造工作。次年，他与光禄大夫刘秉忠等人，以金中都东北残存的大宁宫为中心，重新规划设计了一座都城，是为元大都。他与大兴府尹张柔、工部尚书段天佑同行工部事，监筑宫城。至元八年（1271年），授嘉议大夫、茶迭儿局诸色人匠总管府达鲁花赤，主持修筑大都宫殿，运用中国古代汉地建筑成就，兼藏传佛教、伊斯兰教和蒙古族建筑风格，至元十一年（1274年）告成。元大都和大都宫殿建筑雄伟壮丽，为明清及现代北京城奠定了基础。
其子马合谋沙，袭父职，遥授工部尚书。卒。马合谋沙有四个儿子：密见沙；木八剌沙，领茶迭儿局、工部尚书；忽都鲁沙，官至户部尚书；阿鲁浑沙。
亦黑迭儿丁死后追赠推诚力功臣、太傅、开府仪同三司、上柱国，追封赵国公，谥忠敏。马合谋沙死后追赠推诚赞治功臣、太傅、开府仪同三司、上柱国，追封赵国公，谥忠靖。